# Helmut Herbolsheimer
Helmut Herbolsheimer (* 18. Mai 1925 in Fürth; † 22. Januar 1996) war ein deutscher Fußballspieler.

## Spielerlaufbahn
Helmut Herbolsheimer gehörte als Rechtsaußen zur Mannschaft des 1. FC Nürnberg, die mit der deutschen Meisterschaft 1948 die erste Fußballmeisterschaft nach dem Zweiten Weltkrieg gewann.
Herbolsheimer war einer der technisch stärksten Spieler des 1. FC Nürnberg. Auf der rechten Angriffsseite bildete er mit seinem Jugendfreund Max Morlock mehr als ein Jahrzehnt ein torgefährliches Duo. Die Zeitschrift des Westdeutschen Fußballverbandes beschrieb den Sohn einer Gastwirtfamilie einmal mit folgenden Worten:

„Was faszinierende Technik und reine Ballkunst, Direktspiel und trickreiches Dribbeln, Täuschen und Kurven angeht, dafür ist Herbolsheimer, Deutschlands bester Rechtsaußen, ein leuchtendes Beispiel“

Die Verspieltheit führte im Torabschluss bei Herbolsheimer zu einer gewissen Eigensinnigkeit, die er selbst mit den Worten „Es ist schöner, die Latte zu treffen, als ins Tor.“ beschrieb. Im Endspiel um die deutsche Meisterschaft 1948 demonstrierte er diese Unentschlossenheit vor dem Tor, als er in der 38. Minute zwar den Kaiserslauterer Schlussmann Willi Hölz umspielte, dann den Ball aber am leeren Tor vorbeischob und so das vorentscheidende 3:0 verpasste.
Solche Szenen trugen neben seiner fehlenden körperlichen Robustheit wohl dazu bei, dass ihm trotz des großen Lobes eine Berufung in die Nationalmannschaft verwehrt blieb.
Herbolsheimer debütierte bereits 1942 in der ersten Mannschaft des Club, dem er bis 1956 treu blieb. Insgesamt absolvierte er für die erste Mannschaft 552 Spiele. Er wäre jedoch beinahe schon 1950 gemeinsam mit Robert Gebhardt zum FC St. Pauli gewechselt. Doch während Gebhardt auch in Norddeutschland noch eine erfolgreiche Karriere absolvierte, blieb Herbolsheimer trotz unterschriebenem Vertrag doch in Nürnberg. Denn bei der Fahrt nach Hamburg soll ihn bereits kurz vor Würzburg das Heimweh gepackt und zur Umkehr bewogen haben.
1956 wechselte er schließlich noch für ein Jahr zur Viktoria Aschaffenburg und lief für diese noch zehn Mal in der Oberliga Süd auf. Doch auch hier kehrte er schon nach einem Jahr wieder nach Nürnberg zurück, um sich seiner Toto-Lotto-Annahmestelle zu widmen.

## Trainerlaufbahn
Nach der Spielerkarriere trainierte Herbolsheimer noch die Amateure des 1. FC Nürnberg sowie später den VfB Bayreuth, den FC Schnaittach und den ATV Nürnberg.

## Besonderheiten
Ein besonderes Merkmal Helmut Herbolsheimers war sein Humor. Gemeinsam mit Georg Kennemann war er innerhalb der Fußballmannschaft des 1. FC Nürnberg für die Stimmung zuständig. Diese Eigenschaft blieb kein bloßes Charaktermerkmal. Nach dem Ende seiner Spielerlaufbahn trat Herbolsheimer mit seinem Partner Günther Heimbucher als Komiker im Duo „Die Zwetschgenmännla“ (fränkisch für Pflaumentoffel) auf Frankens Bühnen auf.
Am 18. Januar 1943 beantragte er die Aufnahme in die NSDAP und wurde zum 20. April desselben Jahres aufgenommen (Mitgliedsnummer 9.525.163).

## Erfolge
1× Deutscher Meister (1948)